# Рошеду
Рошеду (порт. Rochedo) — муниципалитет в Бразилии, входит в штат Мату-Гросу-ду-Сул. Составная часть мезорегиона Северо-центральная часть штата Мату-Гроссу-ду-Сул. Входит в экономико-статистический  микрорегион Кампу-Гранди. Население составляет 4976 человек на 2006 год. Занимает площадь 1560,647 км². Плотность населения — 3,2 чел./км².
Праздник города — 1 января. 

## История
Город основан в 1948 году.

## Статистика
- Валовой внутренний продукт на 2003 год составляет 49 644 873,00 реалов (данные: Бразильский институт географии и статистики).
- Валовой внутренний продукт на душу населения на 2003 год составляет 10 578,49 реалов (данные: Бразильский институт географии и статистики).
- Индекс развития человеческого потенциала на 2000 год составляет 0,731 (данные: Программа развития ООН).

## География
Климат местности: тропический.